# Þorgils saga skarða
Þorgils saga skarða es uno de los libros de la saga Sturlunga, una de las sagas islandesas que narran la historia de Þorgils skarði Böðvarsson y los conflictos sobre tierras y poder político durante el periodo de guerra civil conocido como Sturlungaöld. Þorgils saga skarða es el ejemplo más tangible de las diferencias entre distintas sagas sobre los acontecimientos de la época. Mientras Hákonar saga Hákonarsonar muestra el punto de vista del rey Haakon IV de Noruega en referencia al criterio de la corona sobre el concepto de lealtad o deslealtad de los caudillos islandeses, dependiendo del grado de complacencia, Þorgils saga skarða muestra la misma situación pero desde el punto de vista de los caudillos y su lealtad, que lejos de ser absoluta, depende más del contexto de la situación general.